# Kościół św. Stanisława w Żelechowie

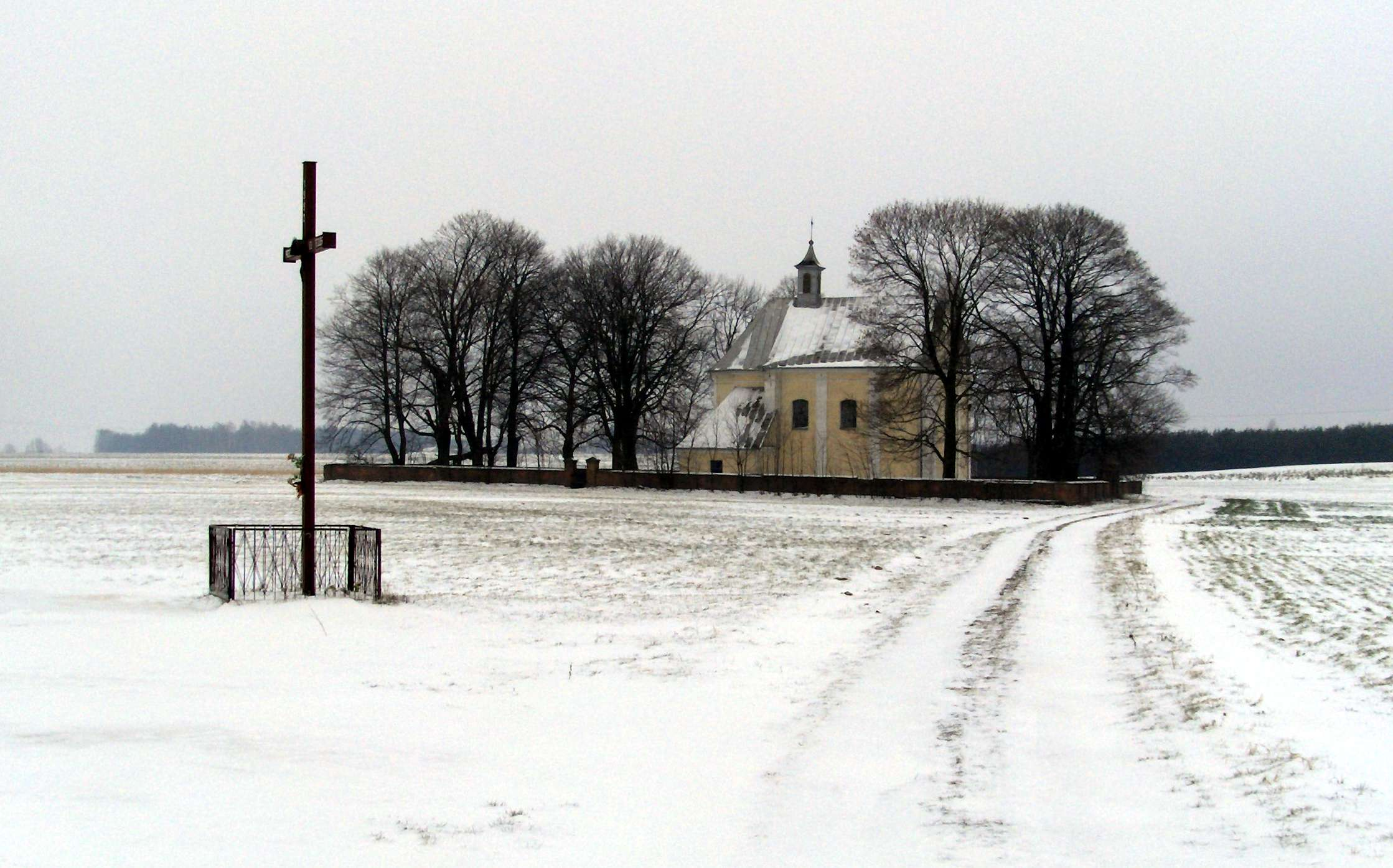
Kościółek w zimowej scenerii

Kościółek latem

Kościół pod wezwaniem św. Stanisława ze Szczepanowa w Żelechowie – niewielka, barokowa świątynia znajdująca się w odległości kilkuset metrów od najbliższych zabudowań, w pobliżu drogi na Zakrzówek. Jest to najstarszy zachowany w prawie niezmienionej postaci zabytek Żelechowa.

## Historia
Kaplica w tym miejscu istniała jeszcze przed budową obecnego kościoła. Znajdujący się tam obraz słynął licznymi cudami, m.in. podczas wojny północnej i zarazy w 1702 roku. Budowę rozpoczęto w 1740 roku z polecenia Wacława Rzewuskiego, ówczesnego właściciela Żelechowa. Zakończono rok później. Rzewuski przekazał na ten cel 6000 złotych i ofiarował ziemię o wymiarach 100 na 120 sążni. Świątynię w 1754 roku konsekrował biskup Andrzej Załuski. Początkowo istniała tu oddzielna prebenda. Przy kościele mieszkał ksiądz i codziennie odprawiał mszę. Po śmierci ostatniego prebendarza w 1798 roku kościół przeszedł pod opiekę proboszcza żelechowskiej parafii. W 1812 roku został całkowicie włączony do parafii. Kościół przechodził remonty w latach: 1836, 1853, 1884, 1914, 1918. W 1960 roku budynek został wpisany na listę zabytków.

## Budynek
Budynek o łagodnie ondulowanej fasadzie. Jego wymiary wynoszą 16 na 10 m. Prezbiterium jest węższe niż nawa i zakończone trójbocznie. Drzwi kościoła są wykonane z drewna i nabijane gwoździami. Znajduje się tam chór wsparty na dwóch filarach. Sklepienie kolebkowe, w prezbiterium strop. Dach dwuspadowy, nad prezbiterium trzypołaciowy, kryty blachą cynkową, dawniej nad nawą dachówką. W dachu znajduje się wieżyczka na sygnaturkę, zakończona hełmem obeliskowym.

## Funkcje
Co roku, 8 maja, odbywają się tu uroczyste msze.

## Wyposażenie
- ołtarz główny wczesnobarokowy z około połowy XVII wieku, pochodzący z kościoła parafialnego w Borowiu z rzeźbami nieokreślonych świętych,
- ambona z połowy XIX wieku,
- konfesjonał z 1. połowy XIX wieku,
- obrazy św. Mikołaja Biskupa z 1834 i św. Józefa Rzemieślnika z 1849, w ołtarzu św. Stanisława Biskupa z XVII wieku, przemalowany w 1918,
- dwa krucyfiksy barokowe z XVII i XVIII wieku, mocno uszkodzone,
- sześć lichtarzy drewnianych z 2. połowy XVIII wieku.